# Список керівників держав 1473 року
Список керівників держав 1473 року — це перелік правителів країн світу 1473 року.
Список керівників держав 1472 року — 1473 рік — Список керівників держав 1474 року — Список керівників держав за роками

## Європа
- Англія
  - Король Англії — Едуард IV (1471—1483)
- Балканський півострів
  - Герцогство Архіпелагу — Джакомо III (1463—1480)
  - Дукаджині (князівство) — Лека Дукаджині (1436—1481)
  - Епірський деспотат — Леонардо III Токко (1448—1479)
  - Зета (держава) — Іван I Црноєвич (1465—1490)
  - Пфальцграфство Кефалонії та Закінфу — Леонардо III (1448—1479)
  - Кіпрське королівство — Яків II (1463—1473); Яків III (1473—1474)
  - Крк (князівство) — Іван VII Франкопан (1468—1480)
  - Князівство Дукаджині — Лека Дукаджині (1468—1481)
  - Сербський деспотат — титулярний деспот Вук Бранкович (1471—1485)
  - Герцогство Святого Сави — правитель Владислав Герцегович Косача (1466—1483)
- Балтія
  - Велике князівство Литовське — Казимир IV Ягеллончик (1440—1492)
  - Дерптське єпископство — Андреас Пеплер (1468—1473); Йоганн II Бертков (1473—1485)
  - Езель-Вікське єпископство — Петер Ветберг (1471—1491)
  - Курляндське єпископство — Пауль ІІ Айнвальд (1456/1457-1473); Мартін Левітц (1473—1500)
  - Лівонський орден — ландмейстер — Бернгард фон дер Борх (1471—1483)
  - Ризьке архієпископство — Сільвестр Стодевешер (1448—1479)
  - Держава Тевтонського ордену — великий магістр — Генріх Реффле фон Ріхтенберг (1470—1477)
- Білорусь
  - Кобринське князівство — Іван Семенович (1455—1491)
- Князь Новгородський — Василь Васильович Шуйський-Гребінка (1471—1478)
- Ірландія
  - Айргіалла — Реамон мак Руайдрі (1467—1484)
  - Десмонд —Тадг Ліах Мак Карті (1469—1503)
  - Тір Еогайн — Ейнрі мак Еогайн (1455—1483)
  - Томонд — король Конхобар на Шрона О'Бріан (1466—1496)
- Італія
  - Венеційська республіка — дож Ніколо Трон (1471—1473); Ніколо Марчелло (1473—1474)
  - Графство Гвасталла — Гвідо Галеотто Тореллі і Франческо Марія Тореллі (1460—1480)
  - Мантуанське герцогство — маркіз Лудовіко III Гонзага (1444—1478)
  - Міланське герцогство — Галеаццо Марія Сфорца (1466—1476)
  - Мірандола (герцогство) (Ducato della Mirandola) — Галеотто I Піко делла Мірандола (1467—1499)
  - Герцогство Масси і Каррари — Якопо Маласпіна (1445—1481)
  - Герцогство Модени і Реджо — Ерколе I д'Есте (1471—1505)
  - Маркграфство Монферрат — Гульєльмо VIII (1464—1483)
  - Неаполітанське королівство — Фердинанд I (1458—1494)
  - Салуццо (маркграфство) — Лодовіко I (1416—1475)
  - Сардинське королівство — Хуан II (1458—1479)
  - Королівство Сицилія — Хуан II (1458—1479)
  - Сора (герцогство) — Леонардо делла Ровере (1472—1475)
  - Принц-єпископство Тренто — Георг Хак фон Темесвальд (1446—1465)
  - Урбіно (герцогство) — Федеріко да Монтефельтро (1444—1482)
  - Феррарська сеньйорія — Ерколе I д'Есте (1471—1505)
  - Маркграфство Фінале — Галеотто II дель Карретто (1468—1482)
- Кавказ
  - Грузинське царство — Баграт VI (1466—1478)
  - Гурійське князівство — Кахабер II Гурієлі (1469—1483)
  - Самцхе-Саатабаго — Кваркваре II Джакелі (1452—1498)
  - Кахетинське царство — Георгій I (1466–1476)
    - Арагві (еріставство) — Вамек I (1465—1474)
- Німеччина
  - Герцогство Австрія — Сигізмунд (1439—1490)
  - Князівство Ангальт — Ангальт-Цербст (князівство) — Георг I (1423? — 1474); Ангальт-Дессау — Георг I (1417—1474; з двома братами); Ангальт-Кетен — Адольф I (1423—1473); Альберт VI (1473—1475)
  - Ансбах (князівство) — Альбрехт III Ахілл (1440—1486)
  - Баварсько-Мюнхенське герцогство — Крістоф (1468—1493)
  - Баденське маркграфство — Карл I (1454—1475)
  - Байройт (князівство) — Альбрехт III Ахілл (1440—1486)
  - Берг (герцогство) — Герхард II (1437—1475)
  - Берхтесгаден (пробство) — Бернхард ІІІ Лейпрехтінґер (1446—1473); Еразмус Претсклайффер (1473—1486)
  - Маркграфство Бранденбург — курфюрст Альбрехт III Ахіллес (1470—1486)
  - Герцогство Брауншвейг-Люнебург — Генріх ІІІ Середній (1471—1520)
  - Принц-єпископство Бріксен — Георґ Гользер (1471—1489)
  - Вадуц (графство) — Вольфхарт II (1456—1477)
  - Графство Вюртемберг — граф — Ебергард I (1459—1495)
  - Вюрцбург (принц-єпископство) — Рудольф фон Шеренберг (1466—1495)
  - Гессен (ландграфство) — Вільгельм I (1471—1483)
  - Гессен-Марбург — Генріх III (1458—1483)
  - Геттінген (князівство) — Вільгельм I (1463—1482)
  - Принц-єпископство Гільдесгайм — Хеннігш фон Хаус (1471—1481)
  - Гольштейн-Піннеберг — Адольф X (1464—1474)
  - Гоя (графство) (Grafschaft Hoya) — Гойя-Гойя — Отто VII (1451—1497); Гойя-Ніенбург — Йобст I (1466—1497)
  - Архієпископ Зальцбургу — Бернхард фон Рор (1466—1487)
  - Зіммерн-Цвайбрюккен — пфальцграф Людвіг I Пфальц-Цвейбрюккенський (1459—1489)
  - Каммін (єпископство) — Людвіг фон Еберштейн-Наугард (1471—1479)
  - Герцогство Каринтія — Фрідріх III (1424—1493)
  - Кельнське курфюрство — Рупрехт Віттельсбах-Пфальц (1463—1475)
  - Кенігсегг (Königsegg) — барон Марквард (1470—1500)
  - Клеве (герцогство) — Йоганн I (1448—1481)
  - Констанц (князівство-єпископство) — Германн III фон Брайтенланденберг (1466—1474)
  - Курпфальц — Фрідріх I (1449/1451-1476)
  - Ландсгут-Баварське герцогство — Людвіг IX (1450—1479)
  - Ліппе-Детмольд — Бернард VII (1429—1511)
  - Любекське князівство-єпископство — Альберт II Круммендік (1466—1489)
  - Архієпископ Майнца Адольф II фон Нассау (1461—1475)
  - Марк (графство) — Йоганн I (1448—1481)
  - Мекленбург-Шверін — Генріх IV (1422—1477)
  - Нассау-Саарбрюккен — граф Йоганн Людвіг фон Нассау-Саарбрюкен (1472 (до 1490 під опікою) — 1545)
  - Графство Ольденбург — Герхард (1448—1482)
  - Падерборнське князівство-єпископство — Симон II цур Ліппе (1463—1498)
  - Герцогство Померанія — Слупське князівство — Ерік II Померанський (1459—1474); князь Поморсько-Вольгастський Ерік II (1457—1474)
  - Равенсберг (графство) — Герхард VII (1437? — 1475)
  - графство Рітберг — Йоганн I (1472—1516)
  - Саксен-Лауенбург — Йоганн V (1463—1507)
  - граф Тиролю — Сигізмунд (1439—1490)
  - Фельденц (графство) — Людвіг I Пфальц-Цвейбрюккенський (1459—1489)
  - Хахберг-Заузенберг — Рудольф IV (1441—1487)
  - Герцогство Штирія — Фрідріх III (1424—1493)
  - Юліх-Берг — герцог Герхард VII (1437? — 1475)
- Піренейський півострів
  - Королівство Арагон — Хуан II (1458—1479)
  - Королівство Португалія — король Афонсу V (1438—1481)
  - Королівство Наварра — Елеонора Ι (1464—1479)
  - Гранадський емірат — Абу'л-Гасан Алі (1464—1482)
- Польща — Казимир IV Ягеллончик (1447—1492)
  - Бжезьке князівство — Микола I Опольський (1450—1476)
  - Битомське князівство — до 1498 — в складі земель Чеської корони
  - Варшавське князівство (середньовічне) — Болеслав V Варшавський (1471—1488)
  - Глівицьке князівство — Ян IV Освенцімський (1465—1482)
  - Глубчицьке князівство — Ян III Благочестивий (1445/1449 — 1482/1485)
  - Герцогство Заган — Альбрехт III (1472—1500)
  - Заторське князівство — Ян V Заторський (1468—1494)
  - Зембицьке князівство — Йіндржих I з Подебрад з братами (1472—1498)
  - Козленське князівство — Конрад X Білий (1471—1489)
  - Любінське князівство — Генрік XI Глогувський (1467—1476)
  - Немодлінське князівство — Микола I Опольський (1460—1476)
  - Олесницьке князівство — Маргарита Равська (1471—1475)
  - Опавське князівство — Вікторин з Подебрад (1465—1485)
  - Рибницьке князівство — Вацлав III (1454—1474)
  - Сцинавське князівство — Пшемислав II Цешинський (1460—1476)
  - Легницьке князівство — Фрідріх I Легницький (1454—1488)
  - Опольське князівство — Микола I Опольський (1437—1476)
  - Померанія-Щецін — Ерік II (1464—1474)
  - Тешинське герцогство — Пшемислав II Цешинський (1468—1477)
  - Тошецьке князівство — Пшемислав Тошецький (1445—1484)
  - Хойнувське князівство — Фрідріх I Легницький (1453—1488)
  - Черське князівство — Конрад III Рудий (1471—1503)
  - Астраханське ханство — Махмуд (1465—1471/1476)
- Білозерське князівство — Михайло Андрійович (1432–1485)
- Касимовське ханство — Даніяр (1471—1486)
- Велике князівство Московське — Іван III Васильович (1462—1505)
- Велике князівство Пермське — Михайло (1451—1481)
- Ростовське князівство — Володимир Андрійович та Іван Іванович Довгий (1437? — 1474)
- Велике князівство Рязанське — Василь Іванович (1457—1483)
- Велике князівство Тверське — Михайло Борисович (1461—1485)
- Углицьке князівство — князь-московський намісник Андрій Васильович Большой (Горяй) (1462—1492)
- Казанське ханство — Ібрагім (1467—1479)
- Холмське князівство (уділ Тверського) — Михайло Дмитрович (1456—1486)
- Румунія; Молдова
  - Волощина — господар Раду III Вродливий (1462—1473); Басараб III Старий (1473); Раду III Вродливий (1473—1474)
  - Молдавське князівство — Штефан III (1457—1504)
- Скандинавія
  - король Данії — Кристіан I (1448—1481)
  - Король Норвегії Кристіан I (1450—1481)
  - Швеція — Стен Стуре Старший (1470—1497)
- Угорське князівство — король Матвій Корвін (1458—1490)
- Україна —
  - Дубровицьке князівство — Гольшанський Іван Юрійович (1457—1481)
  - Сіверське князівство — Василь Іванович Шем'ячич (після 1471—1508)
  - Кримське ханство — Менґлі I Ґерай (1469—1475)
  - Список консулів Генуезької Ґазарії — Джіоффредо Леркаро (1472—1473); Баттиста Джіустиніані де Оліверіо (1473—1474)
  - Феодоро — Ісак Гаврас (1471—1474)
- Королівство Франція — Людовик XI Розсудливий (1461—1483)
  - пфальцграф Бургундії — Карл I (1467—1477)
  - Герцогство Бар — Рене I Анжуйський (1430—1480)
  - Брабант (герцогство) — Карл I (1467—1477)
  - Графство Булонь — Бертран VI де Ла Тур-д'Овернь (1461—1477)
  - Бретонське герцогство — Франциск II (1458—1488)
  - Бурбон (герцогство) — Жан II (145—1488)
  - Гельдерн (графство) — Арнольд Егмонт (1471—1473); Карл I (1473—1477)
  - Голландія — Карл I (1467—1477)
  - Ено (графство) — Карл I (1467—1477)
  - Графство Ла Марш — Жак III (1463—1477)
  - Люксембург (герцогство) — Карл I (1467—1477)
  - Льєзьке єпископство — Луї де Бурбон (1455/1456-1482)
  - Мен (графство) — Карл IV Анжуйський (1472—1481)
  - Монбельяр (графство) — Ебергард I (1457—1473); Генріх Вюртемберзький (1473—1482)
  - Монако — Ламберт (1458—1494)
  - Оранж (князівство) — Гільйом VII де Шалон-Арле (1463—1475)
  - Савойське герцогство — Філіберт I (1472—1482)
  - Фландрія — Карл I (1467—1477)
  - Графство Фуа — Франциск I (1472—1483)
- Король Богемії (Чехія) — Владислав II Ягеллончик (1471—1516)
  - Карновське князівство — Ян IV Карновський (1452—1474)
- Шотландія
  - Король Шотландії — Яків III (1460—1488)
- Святий Престол; Папська держава — папа римський — Сікст IV (1471—1484)
- Вселенський патріарх — Симеон I (1471—1475)

## Азія
- Близький Схід
  - Мамелюцький султанат — Кайтбей (1468—1496)
  - Дулкадір (бейлик) — Шахбудак-бей (1472—1479)
  - Рамазаногуллари — Омер (між 1457 і 1480)
  - Караманіди — Касим Караманід (1469—1474)
  - Османська імперія — Мехмед II Фатіх (1451—1481)
  - Джабридський емірат — Аджвад ібн Заміль (1463—1496)
  - Шаріфат Мекки — Аль-Аділ Мухаммад (1455—1497)
  - Тахіриди (Ємен) — аль-Малік аль-Муджахид Шамс ад-Дін Алі ібн Тахір (1460—1478)
- Персія; Середня Азія
  - Ак-Коюнлу — Узун-Хасан (1458—1478)
  - Держава Ширваншахів — Фаррух Ясар (1465—1500)
  - емір Хорасану Султан-Ахмед Мірза (1470—1494)
- Індія і Шрі-Ланка
  - Ахом — Сусенфаа (1439—1488)
  - Бахмані — Мухаммад-шах III Бахмані (1463—1482)
  - Бенгальський султанат — Рукн ад-дін Барбак-шах (1459—1474)
  - Віджаянагарська імперія — Вірупакшарая II Сангама (1465—1486)
  - Гаджапатське царство — Пурушоттама Дева (1467—1497)
  - Гархвал (держава) — Сахадж Пал (1437—1473); Бахадур Шах (1473—1498)
  - Гуджаратський султанат — Махмуд-шах I Бегара (1458—1511)
  - Делійський султанат — Бахлул Хан Лоді (1451—1489)
  - Джайпур (князівство) — Чандрасена (1453—1502)
  - Джайсалмер (князівство) — Девідас Сінгх (1457—1497)
  - Джаунпурський султанат — Хусейн-шах (1458—1479)
  - Джодхпур (князівство) — Джодха (1438?—1489)
  - Канді (королівство) — Сенасаммата Вікрамабаху (1469—1511)
  - Кашмірський султанат — Гасан-шах (1472—1484)
  - Майсур (князівство) — Тіммараджа Водеяр I (1429—1478)
  - Малавський султанат — Гійяс-уд-дін-шах (1469—1500)
  - Династія Малла — Джаяякш'ямалла (1428—1482)
  - Мевар (князівство) — Удай Сінґх I (1468—1473); Раймал Сінґх (1473—1509)
  - Мустанг (королівство) — Цзанчен Ташігон (бл. 1470—1489)
  - Хандеський султанат — Міран Аділ-хан II (1457—1503)
  - Джафна (держава) — Канакасуорія Цінкаяріян (1467—1478)
  - Котте (королівство) — Бхуванікабаху VI (1472—1477)
  - Династія Самма — Джам Нізамуддін II (1461—1508)
- Індонезія; Південно-Східна Азія
  - Аюттхая (королівство) — Боромотрайлоканат (1448—1488)
  - Брунейська імперія — Сулейман (1432—1485)
  - Гантаваді — Дгаммазеді (1471—1492)
  - Династія Ле — Ле Тхань Тонг (1459/1460-1497)
  - Ланна (держава) — Тілокарат (1441—1487)
  - Лансанг — Чаккапхат Пхаєн Пхаєо (1441? — 1479)
  - Пагаруюнг — Шрі Рамаварна (1470—1500)
  - Маджапагіт — Бравіджайя V (1468—1478)
  - Муанг Мао — Тоханбва (1461—1480)
  - Могн'їн (князівство) — Хсо Хонг Хпа (1461—1480)
  - Ава (М'янма) — Тхіхатхура I (1468—1480)
  - Малаккський султанат — Мансур Шах — (1459–1477)
  - М'яу-У — Ба Сопхью (1459—1482)
  - Чампа — Маха Саджай (Trà Toại; 1471—1474)
  - Сунда — Ніскала Васту Канчана (Niskala Wastu Kancana; між 1371 і 1475)
  - Кедах (султанат) — Атаулла Мухаммад Шах I (1423—1473); Мухаммад Джива Зейнал Аділін I (1473—1506)
  - Пандуранга — Абу Ван Абдулла Умалауддін Азматхан (1471—1478)
  - Пасай — Зайн ал-Абідін III (1468—1474)
  - Султанат Сулу — Саїд Хашем Абубакр (1450—1480)
  - Тернатський султанат — султан Мархум (1432—1486)
  - Тідорський султанат — Джамалуддін (1450—1512)
- Кхмерська імперія — Рачеа Раматуппдей (1468—1477)
- Накхонситхаммарат (держава) — Шрі Махарача II (? — ?)
- Китай; Монголія
  - Тибет — десі (регент-володар) — Кюнга Лекпа (1448—1481)
  - Династія Мін — Чжу Цзяньшень (1464—1487)
  - Династія Північна Юань — міжусобна боротьба до 1475
- Окінава; Королівство Рюкю — Сьо Ен (1469—1476)
- Корея
  - Чосон — Сонджон (1469—1495)
- Середня Азія і Сибір
  - Дербен-Ойрат — Уч-Темур (1455—1478)
  - Казахське ханство — Керей-хан (1465—1473); Жанібек-хан (1473—1474)
  - Мавераннахр — Султан-Ахмед Мірза (1469—1494)
  - Марашіян — Зайн аль-Абідін Марашіян (1471—1476)
  - Міхрабаніди — Нізам ад-Дін Ях'я (1438/1439-1480)
  - Ногайська орда — Хорезмі-бей (1447—1473); Аббас-бій (1473—1491)
  - Тюменське ханство — Ібак (1465—1495)
- Японія — Імператор Ґо-Цутімікадо (1464—1500)

## Африка
- Адал — Шамс ад-Дін ібн Мухаммад (1472—1487)
- Аллада (держава) — Дасса (1470—1475)
- Бамум (держава) — мфон Монжу (1461—1498)
- Борну — Осман IV (1463—1473); Омар II (1473—1474)
- Буганда — Кіімба (1465—1485)
- Варсангалі (султанат) — гараад Мохамуд II (1450—1479)
- Ваттасиди — Мухаммад аш-Шейх аль-Магді (1472—1504)
- Імперія Волоф — Бірайма Н'Дієме Етер (1465—1481)
- Імператор Ефіопії — Баеда Мар'ям I (1468—1478)
- Заяніди — Абу Абдаллах IV (1470—1505)
- Кілва (султанат) — Саїд ібн аль-Хасан/Хусейн (1465—1475)
- Королівство Конго — Жуан I (1470—1509)
- Імперія Малі — Улі II (1440—1480/1481)
- Мономотапа — мвене-мутапа Н'янхехве Матопе (1450—1480)
- Нрі — Езе Нрі Аньямата (1464—1511)
- Мамелюцький султанат — Кайтбей (1468—1496)
- Імперія Сонгаї — Сонні Алі (1464? — 1492)
- Хафсіди — Абу Умар Усман I (1435—1488)

## Південна Америка
- Інки — Тупак Юпанкі (1471—1493)

## Північна Америка
- Маяпанська ліга — Кокоми; Очі Коком II (1470—1483)
- Імперія Пурепеча — Циципандакуаре (1455—1475)
- Ацтекський потрійний союз — Ашаякатль (1469—1481)
- Тескоко (держава) — Незауалпілі (1472—1515)
- Тлакопан — Чімальпопока (1460—1480)
- Тлателолько — Мокіуіштлі (1460—1473). Підкорено ацтеками.
- Тутуль Шіу — Ах-Шупан (між 1441 і 1485)